# Gut Adolphshof

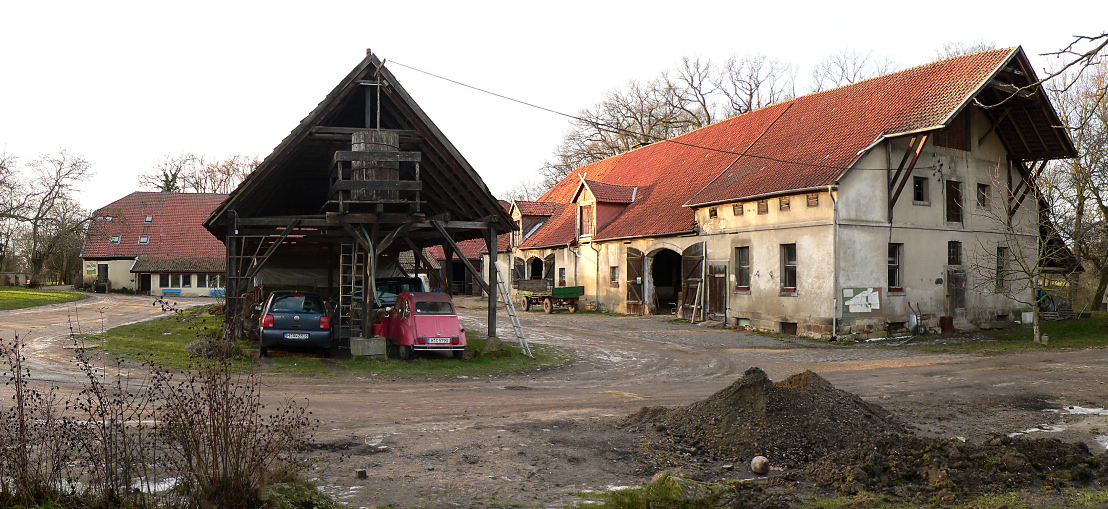
Wirtschaftshof des Adolphshofs

Das Gut Adolphshof ist ein ehemaliger Gutshof und heutiger Landwirtschaftsbetrieb bei Hämelerwald in Niedersachsen. Namenspate war Adolph von Cambridge, Statthalter des Königreichs Hannover. Der Adolphshof ist der älteste ökologisch bewirtschaftete Hof in der Region Hannover. Bereits 1952 wurde er auf die biologisch-dynamische Wirtschaftsweise umgestellt. Heute gehören zum Hof rund 130 ha Fläche mit Ackerbau und Tierhaltung (Kühe, Schweine, Schafe, Ziegen) sowie eine sozialtherapeutische Einrichtung für betreute Personen. Die Produkte werden in einer Käserei sowie einer Bäckerei weiterverarbeitet und unter der Marke Demeter direkt vermarktet. Etwa 100 Menschen leben auf dem denkmalgeschützten Adolphshof und bilden eine familienähnliche Hofgemeinschaft.

## Lage

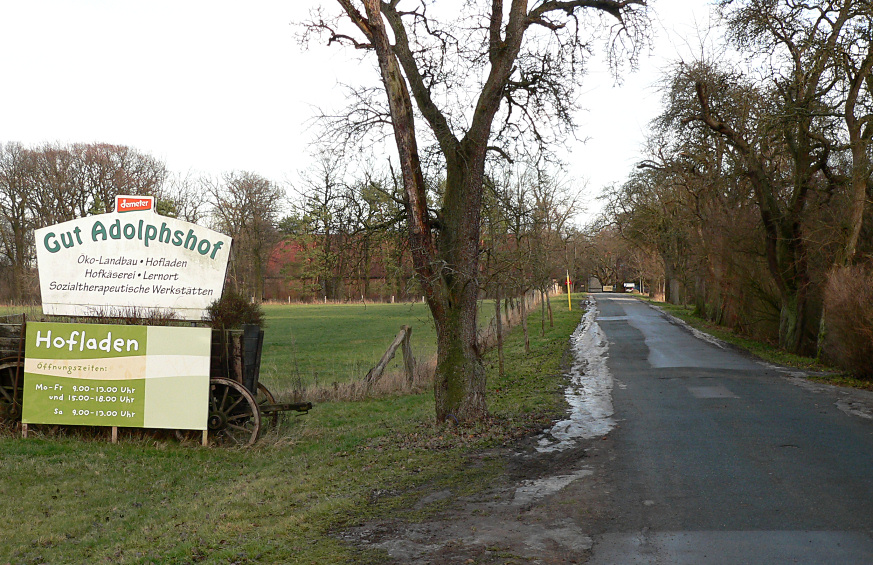
Zufahrtsstraße zum Adolphshof

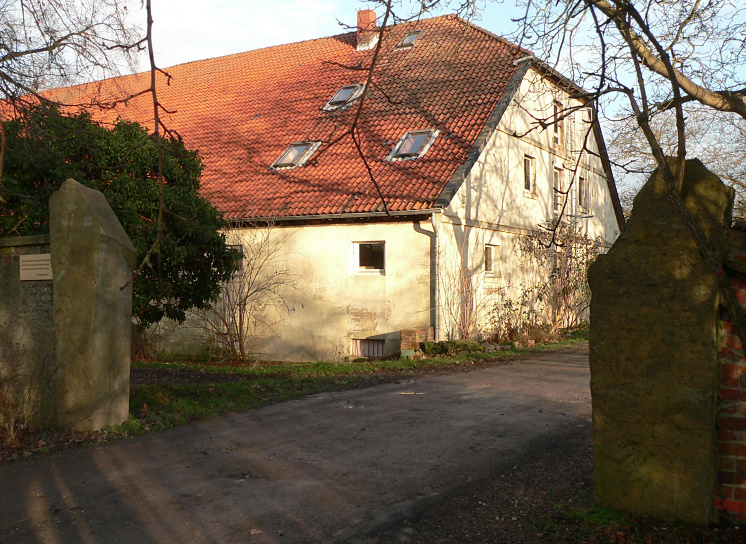
Eingangstor

Der Adolphshof befindet sich etwa 2,5 km südlich des Ortszentrums von Hämelerwald. Er liegt an der Landesstraße L 413 zwischen Hämelerwald und Equord. Das Hofgrundstück findet sich etwa 250 m östlich der Straße inmitten von weitläufigen Wiesen und Äckern. Hecken, Parks und waldähnlicher Baumbestand umgeben die Hofanlage. Sie liegt zwischen den Waldgebieten Hämeler Wald im Westen und Hain im Osten.

## Bodenverhältnisse
Der Hof befindet sich mit seinen Ländereien auf der Dolger Heide zwischen Schwicheldt und Dolgen. Damit liegt er im Grenzbereich der sandigen, heideähnlichen Burgdorf-Peiner Geest im Norden und dem fruchtbaren Lößboden der Hildesheimer Börde im Süden. In dieser Zwischenzone liegt die Dolger Heide als mehrere Kilometer breite Endmoräne aus der Eiszeit. Auf ihr herrschen stark wechselnde Bodenverhältnisse mit sandigem Lehm und schweren Tonböden mit wasserundurchlässigen Tonschieferablagerungen. Das Gelände konnte in früheren Zeiten wegen des staunassen Untergrunds nicht als Ackerland genutzt werden. Ähnliche Bodenverhältnisse herrschen im nahe gelegenen Hämeler Wald, der deswegen vor Abholzung bewahrt blieb.
Zur Entstehungszeit des Gutes Adolphshof Anfang des 19. Jahrhunderts war eine Nutzung des Bodens aufgrund seiner Feuchtigkeit nur als Weideland für Vieh möglich. Die Weide wurde als Allmende von den umliegenden Dörfern genutzt. Der Gründer des Gutshofes ließ ab etwa 1830 im Boden Tonröhren zur Drainage verlegen, was Ackerbau erst ermöglichte. Die Drainageröhren wurden anfangs manuell hergestellt, 1851 kam eine Maschine aus England zum Einsatz. Zum Brennen von Tonröhren und Ziegelsteinen für den Hausbau war bis 1907 eine Ziegelei auf dem Gutshof in Betrieb.

## Hofanlage

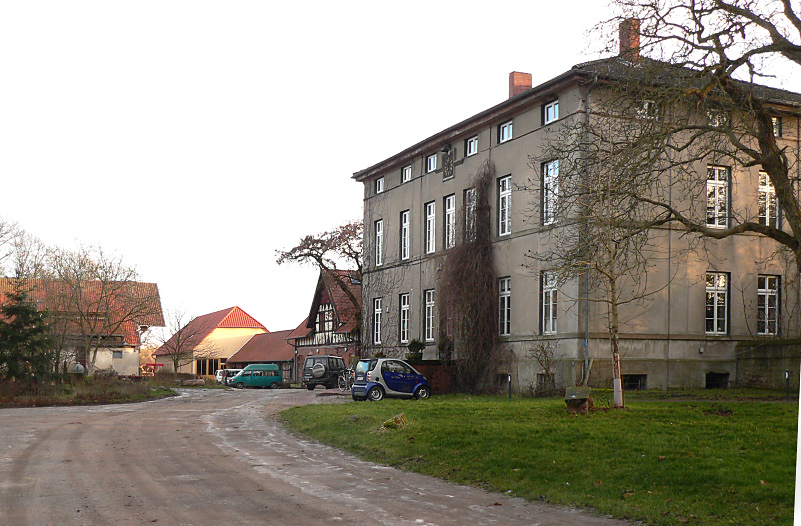
Ehemaliges Gutshaus auf dem Gelände

Die Gebäude des Gutshofes sind in einem Rechteck um den Wirtschaftshof angeordnet. Das Ensemble besteht aus etwa sieben Gebäuden mit historischer Bausubstanz, darunter Stallanlagen, Wohngebäude der Landarbeiter sowie das Gutshaus von 1855. Seit 1987 steht der Adolphshof als beispielhafte Gutsanlage aus dem späten 19. Jahrhundert unter Denkmalschutz. Gebäudemodernisierungen begannen 1996 mit dem Umbau des Kutscherhauses. 1999 erfolgte der erste Neubau eines Gebäudes für eine Wohngruppe für Menschen mit Behinderung. In den Jahren 2006–2009 kamen Großbauten als Wohngebäude der sozialtherapeutischen Einrichtung sowie als Werkstatt hinzu. Heute beherbergt der Hof in vier Häusern rund 100 Menschen, die die sozialtherapeutischen Einrichtungen nutzen.
Zum Hof gehören 8 ha Wald, 5 km Hecken, neun Teiche, Parkanlagen sowie eine Anpflanzung mit 700 Obstbäumen alter Sorten. Seit 1981 gibt es eine Solaranlage. Die Klärung des Abwassers erfolgt seit 1992 in einer Pflanzenkläranlage.

## Organisation und Hofgemeinschaft

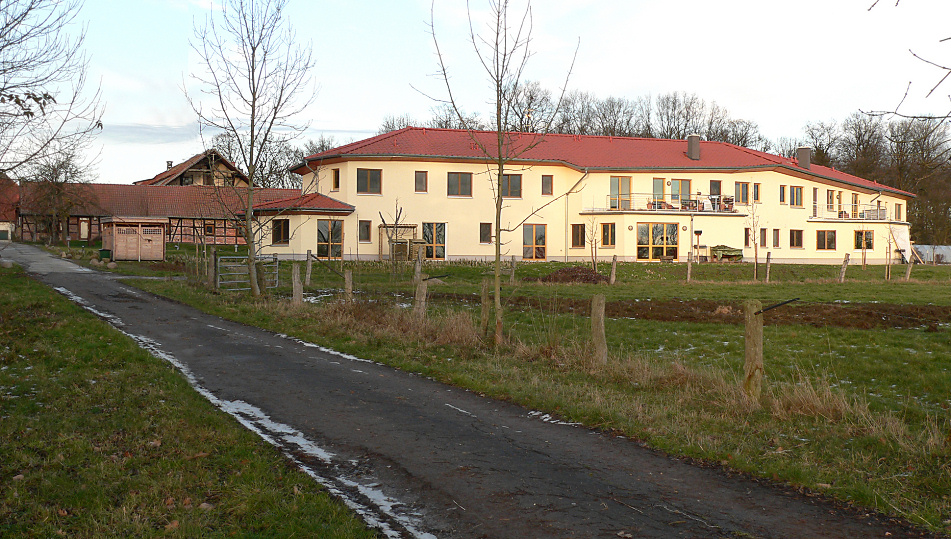
Neubau der Sozialtherapie

Bereits seit 1995 befindet sich der Adolphshof nicht mehr in Privateigentum. Das Eigentum ging damals auf den Verein „Gemeinnützige Landbau-Forschungsgesellschaft für biologisch dynamische Landwirtschaft Hämelerwald e. V.“ (GLF) über.
Seit 2018 ist die HB-Stiftung Berneburg gGmbH Träger des Gut Adolphshofs. Sie verpachtet den Hof und das Land an die „Betriebsgemeinschaft Gut Adolphshof“ und einige Flächen an die „Gut Adolphshof Sozialtherapie gGmbH“. Aktuell gibt es drei Arbeits- und Lebensbereiche auf Gut Adolphshof:
- Landwirtschaft mit Vermarktung (Pächter)
- Sozialtherapie mit einer sozialtherapeutischen Einrichtung mit 45 Plätzen (Pächter)
- Bildungsarbeit mit den Schwerpunkten Landwirtschaft und Ernährung (durch die HB-Stiftung Berneburg)

Insgesamt leben auf dem Hof etwa 120 Menschen in verschiedenen Gebäuden. Auf dem Hof können Zivildienst und das freiwillige ökologische Jahr abgeleistet werden. Der Adolphshof wird durch die Niedersächsische Landesstiftung und die Stadt Hannover gefördert.

## Bildungsarbeit
Als historisch gewachsener Bauernhof ermöglicht der Adolphshof seinen Besuchern Einblicke in die Landwirtschaft. Er bietet Hofführungen und Projekttage für Schüler an. Seit 1993 ist er vom Kultusministerium als außerschulischer Lernort anerkannt. Der Hof gehört zum „Bundesverband Lernort Bauernhof“. Außerdem bietet er als Demonstrationsbetrieb Ökologischer Landbau Informationen über die Ökologische Landwirtschaft für Verbraucher, Schüler, Landwirte, Händler und Journalisten.
Der Öffentlichkeit öffnet sich der Hof jährlich durch ein Hoffest im Mai sowie durch ein Apfelfest im Herbst. Es finden auch kulturelle Veranstaltungen, wie Musikkonzerte im Rahmen des Masala-Festivals, statt.

## Produktion und Vermarktung

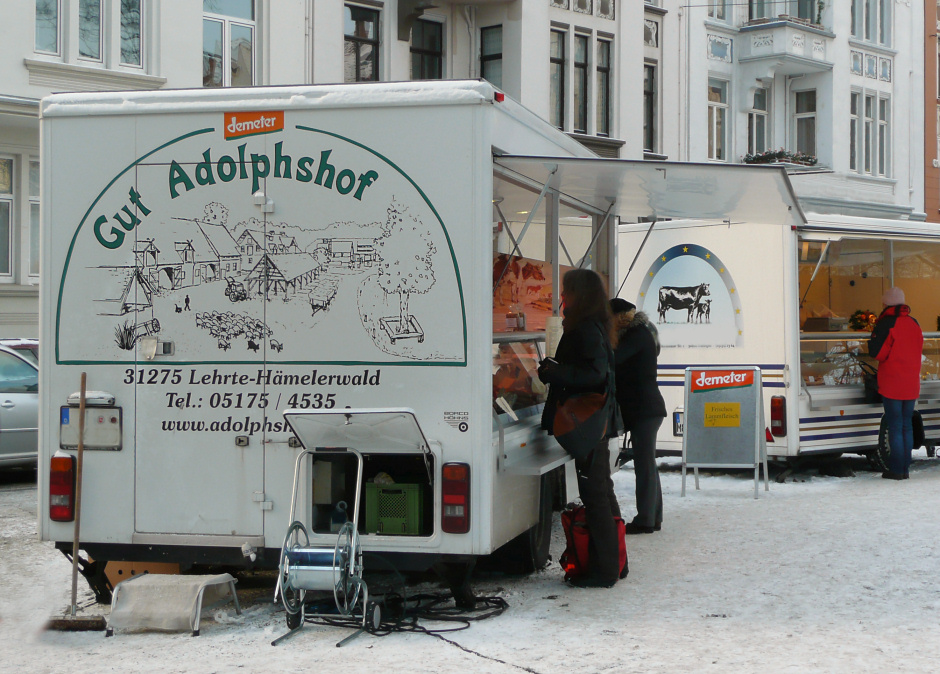
Marktwagen des Adolphshofs auf einem Bauernmarkt in Hannover

Auf etwa 90 ha landwirtschaftlicher Ackerfläche werden Getreide und Viehfutter produziert. Auf etwa 30 ha Weideflächen wird Tierhaltung mit hofeigener Verarbeitung betrieben. Es werden rund 40 Milchkühe (Rotbunte und Schwarzbunte), 60 Rinder, 100 Ziegen, 100 Schweine und 10 Bienenvölker gehalten.
Produkte sind Milch und Milchprodukte, Fleisch und Wurst, Getreide und Getreideerzeugnisse sowie Naturkostwaren wie Honig gemäß den Demeter-Richtlinien. Aber auch Kosmetika und Reinigungsmittel werden angeboten. Auf dem Hof befindet sich eine Käserei, die die Milch von Kühen und Ziegen verarbeitet. Die erzeugten Produkte werden in einem Hofladen direkt vermarktet. Außerdem werden die Waren auf Wochen- sowie Bauernmärkten der Umgebung und in der nahe gelegenen Großstadt Hannover angeboten.

## Solidarische Landwirtschaft
Die Solidarische Landwirtschaft Gut Adolphshof wurde Anfang 2013 gegründet und zählt etwa 250 Mitglieder. Die Mitglieder der Wirtschaftsgemeinschaft, sogenannte Mitlandwirte, finanzieren einen Teil der Landwirtschaft auf dem Adolphshof und helfen auf freiwilliger Basis bei der Hofarbeit. Für ihr praktisches und finanzielles Engagement erhalten sie einen wöchentlichen Ernteanteil, bestehend aus saisonalem Gemüse, Kräutern, Kartoffeln, Brot, Milchprodukten, Eiern, Wurst und Fleisch. Diese Ernteanteile werden vom Hof an zwanzig von den Mitgliedern selbst verwaltete Depots in Hannover und im Umland geliefert.

## Geschichte

### Gründung

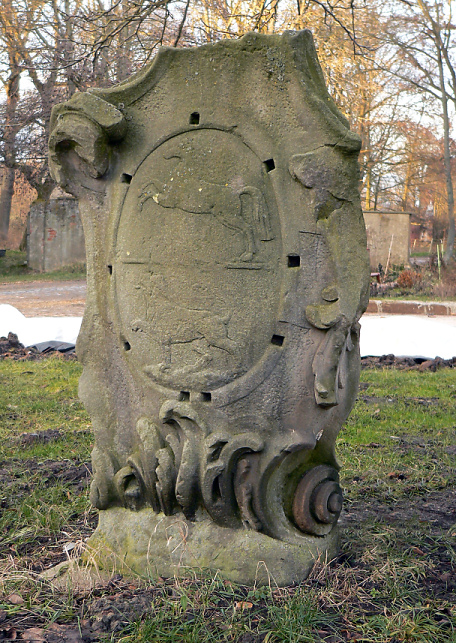
Wappenstein mit Sachsenross auf dem Gutshof

Das Gut Adolphshof wurde 1827 vom Weinhändler Hermann Heinrich Siemering aus Hannover gegründet. Er erwarb auf der Dolger Heide rund 250 ha Weideland. Finanzielle Unterstützung durch ein Darlehen erhielt er von Adolph von Cambridge, dem Generalstatthalter des Königreichs Hannover und Bruder des Königs von Hannover Georg IV. Zu Ehren des Geldgebers Adolph von Cambridge wurde die Gutsanlage nach ihm Adolphshof benannt, obwohl sie vom Volksmund anfangs „Siemeringshof“ genannt wurde.
Zum Aufbau des Gutshofes wurden Äcker und Weiden angelegt. Alle Gebäude, wie Wohngebäude, Scheunen und Ställe, mussten erst erbaut werden. Die Ziegel dafür wurden in einer eigenen Ziegelei auf dem Hofgelände hergestellt. Die Ziegelei produzierte auch Drainagerohre zur Entwässerung des Bodens, ohne die kein Ackerbau möglich gewesen wäre. Der Gründer bewohnte ein Fachwerkhaus aus Lehm. Um 1830 entstand eine gutseigene Schule, die bis 1943 bestand.
Als ab 1843 die Eisenbahnstrecke Minden–Magdeburg etwa 2,5 km nördlich vom Gut vorbeiführte, beantragte der Sohn des Hofgründers eine Anhaltestelle. Damit wollte er landwirtschaftliche Produkte per Bahn abtransportieren lassen. Als der Antrag wegen eines fehlenden Wohnhauses abgelehnt wurde, ließ Siemering junior 1848 ein Gasthaus für Förster, Jäger und Waldarbeiter errichten. Zu der Bahnstation gesellten sich bald weitere Wohnhäuser, und auf diese Weise entstand die Ansiedlung Hämelerwald.

### Frühe Arbeitsweisen und Produkte

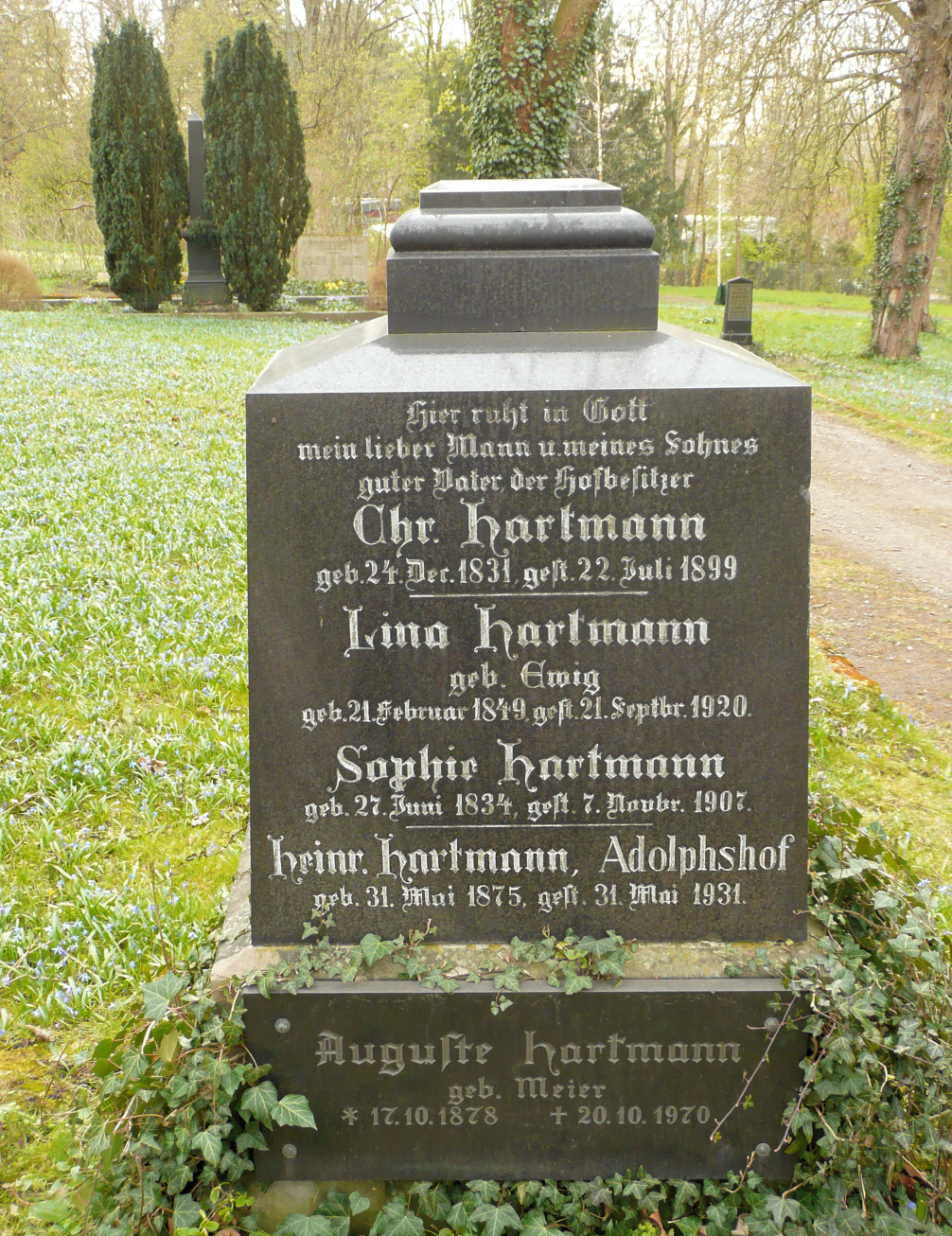
Grab des Hofbesitzers Heinrich Hartmann (1878–1931) auf dem Lindener Bergfriedhof

Im 19. Jahrhundert produzierte der Gutshof Wolle, Butter, Käse, Raps, Erbsen, Bohnen und Getreide. Da viel Weideland vorhanden war, entstand eine Schafherde mit 800 Tieren. Eine Brennerei auf dem Hof stellte bis 1895 Branntwein her. Als Zugtiere beim Pflügen wurden Ochsen und Pferde eingesetzt. Zum Einsähen wurde um 1870 eine Drillmaschine angeschafft. Die Getreideernte erfolgte anfangs durch Schnitter und später durch gespanngezogene Mähmaschinen. Das Ausdreschen wurde anfangs manuell vorgenommen und später von einer Dreschmaschine erledigt.
1889 umfasste der Adolphshof sechs Wohngebäude, in denen 54 Menschen lebten. Der Gutsbesitzer war in dieser Zeit mit nassen und ertragsarmen Jahren der Bewirtschaftung seines Gutes überdrüssig geworden. Im Jahre 1900 verkaufte er den Hof an den Landwirt Heinrich Hartmann (1878–1931). Er kam aus dem Dorf Linden bei Hannover und musste der dort einsetzenden Industrialisierung weichen. Mit dem neuen Gutsherren setzte ein neuer Aufschwung ein. Unter anderem wurden Früchte für eine Konservenfabrik angebaut. 1921 bekam der Adolphshof beim Bau einer vorbeiführenden Überlandleitung elektrischem Strom. Ab 1923 setzte die Mechanisierung durch den ersten Trecker auf dem Hof ein. Aufgrund der erheblichen Investitionen in Elektro- und Landmaschinen sowie durch die 1929 einsetzende Weltwirtschaftskrise geriet der Hof in eine wirtschaftliche Schieflage. Sie konnte mühsam durch Landverkauf und Erbverzicht ausgeglichen werden.

### Zweiter Weltkrieg und Nachkriegszeit
Bei Ausbruch des Zweiten Weltkriegs 1939 wurde der Besitzer mit fast allen Gutsarbeitern zum Militär einberufen. Pferde wurden zum Kriegsdienst requiriert. Den Wirtschaftsbetrieb führte die Gutsherrin mit älteren Bediensteten und einigen polnischen Kriegsgefangenen weiter. Der Gutsbesitzer kehrte im Frühjahr 1940 auf den Hof zurück. In diesem Jahr erhielt der Adolphshof den ersten Mähdrescher im Landkreis Peine.
Im Herbst 1944 wurde der Hof von einem feindlichen Flugzeug mit Fliegerbomben angegriffen. Eine Sprengbombe detonierte mitten auf dem Gutshof und richtete großen Sachschaden an.
In der Nachkriegszeit wurden auf dem Adolphshof Heimatvertriebene untergebracht. Unter den 158 Bewohnern im Jahre 1950 befanden sich neunzig Heimatvertriebene. Ab 1952 zogen viele weg, um besser bezahlte Arbeit in der Industrie aufzunehmen. Die fehlende Arbeitskraft auf dem Hof wurde durch einen höheren Mechanisierungsgrad ausgeglichen.

### Biologisch-dynamische Wirtschaftsweise ab 1952

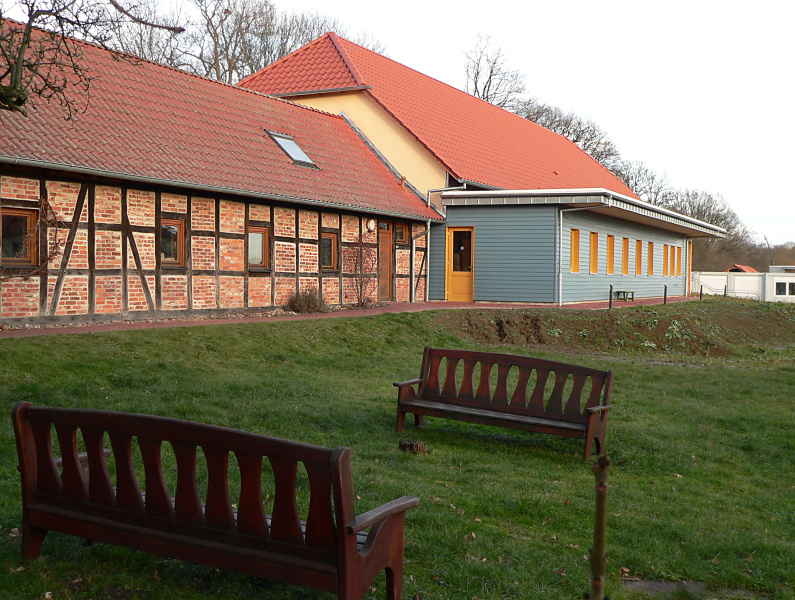
Neubau des Werkstattgebäudes

Anfang der 1950er Jahre wurden auf den Äckern und Weiden große Mengen an Mineraldünger eingesetzt. Dies war zu dieser Zeit üblich zur Ertragssteigerung. Der Düngereinsatz erschwerte zunehmend die Bodenbewirtschaftung. Als Tot- und Missgeburten bei Schafen auf den Einsatz von Pflanzenschutzmitteln zurückgeführt wurden, änderte der Gutsbesitzer Heinrich Hartmann junior seine Wirtschaftsweise. Als Alternative zu Dünger und Chemie stellte er den landwirtschaftlichen Betrieb innerhalb von zwei Jahren auf die biologisch-dynamische Wirtschaftsweise um. Seither ist der Adolphshof ein Demeter-Anbaubetrieb. Der Nachfolger Henning Hartmann stärkte ab 1968 die Selbstverarbeitung und Direktvermarktung der Produkte. Dazu wurde 1980 ein Hofladen eingerichtet, 1985 entstand eine Bäckerei, später kam eine Käserei hinzu.